# Lázně Toušeň
Lázně Toušeň (en allemand : Tauschim) est un bourg (městys) du district de Prague-Est, dans la région de Bohême-Centrale, en République tchèque. Sa population s'élevait à 1 398 habitants en 2020.

## Géographie
Lázně Toušeň se trouve à 4 km au sud-est de Brandýs nad Labem-Stará Boleslav et à 23 km à l'est-nord-est de Prague.
La commune est limitée par Nový Vestec et Káraný au nord, par Čelákovice à l'est, par Zeleneč au sud, et par Zápy à l'ouest.

## Histoire
La première mention écrite de la localité date de 1293.

## Transports
Par la route, Lázně Toušeň se trouve à 4,5 km de Brandýs nad Labem-Stará Boleslav et à 28 km du centre de Prague.